# 柳川停留場
柳川停留場（やながわていりゅうじょう）は岡山県岡山市北区野田屋町一丁目および磨屋町にある岡山電気軌道東山本線・清輝橋線の停留場である。駅番号は東山線がH03、清輝橋線がS03。

## 歴史
- 1912年（明治45年）5月5日：駅前（現：岡山駅前） - 御城下（現：城下）間の開通と同時に開業。

## 構造
島式ホーム1面2線。
東山本線と清輝橋線の乗換駅となっている。

## 周辺
- 岡電バス「柳川西」・「柳川」バス停
- 宇野バス「柳川」・「柳川西」・「岡電柳川」バス停
- 国道53号（国道180号重複）
- 岡山県道42号岡山停車場線・岡山県道27号岡山吉井線（桃太郎大通り）
- 岡山中央警察署柳川交番
- 両備グレースタワーⅠ・Ⅱ
- ハレクロスタワー（両備グレースタワーⅢ）
- 広島銀行岡山支店

## 隣の停留場
岡山電気軌道
■東山本線
西川緑道公園停留場 (H02 ,S02) - 柳川停留場 (H03 ,S03) - 城下停留場 (H04)
■清輝橋線
柳川停留場 (S03) - 郵便局前停留場 (S04)